# Filozofija uma
Filozofija uma je grana suvremene analitičke filozofije koja proučava prirodu uma, mentalnih događaja, mentalnih funkcija, svijesti te njihov odnos s tijelom, osobito s mozgom.
Dualizam i monizam dvije su glavne škole misli koje pokušavaju riješiti problem uma i tijela. Dualizam je stajalište koje tvrdi da su um i tijelo na neki kategorijski način odvojeni jedno od drugoga. Može se pratiti od Platona, Aristotela te Sankhya i Joga škole hinduističke filozofije, ali najpreciznije ju je formulirao René Descartes u 17. stoljeću. Dualisti substancija tvrde da je um neovisna postojeća supstanca, dok dualisti svojstava kažu da je um grupa neovisnih svojstava koja proizlaze iz mozga i ne mogu se reducirati na njega, ali nije distinktivna supstancija.
Monizam je pozicija da um i tijelo nisu ontološki različite vrste entiteta. Tu je perspektivu prvi put predložio u zapadnoj filozofiji Parmenid u 5. st. pr. Kr. i bila je kasnije usvojena kod racionalista Barucha Spinoze. Fizikalisti tvrde da postoje samo entiteti postulirani fizikalnom teorijom, i da će um biti eventualno biti objašnjen tim entitetima nakon što se fizikalna teorija dovoljno razvije. Idealisti zagovaraju da je um sve što postoji i da je vanjski svijet ili sam mentalan ili iluzija stvorena od samoga uma. Neutralni monisti se priklanjaju stajalištu da postoji neka druga, neutralna supstancija, te da su i materija i um svojstva te nepoznate supstancije. Uobičajeni monizmi 20. i 21. stoljeća su varijacije fizikalizma: u te perspektive spadaju biheviorizam, teorija različnog identiteta, anomalijski monizam i funkcionalizam.
Mnogi moderni filozofi uma usvajaju reduktivnu ili nereduktivnu fizikalističku poziciju, tvrdeći u različitim pogledima da je um nešto što nije odvojeno od tijela. Ti su pristupi izrazito utjecajni u znanostima, osobito u područjima sociobiologije, računarstva, evolucijske psihologije i različitih neuroznanosti. Ostale filozofije, pak, zastupaju nefizikalističku poziciju, koja stavlja u pitanje ideju da je um čista fizikalna tvorevina. Reduktivni fizikalisti zagovaraju da će sva mentalna stanja i svojstva biti objašnjena znanstvenim uvidom u fiziološke procese i stanja. Ne-reduktivni fizikalisti tvrde da, iako je mozak sve što je u odnosu s umom, predikati i rječnik korišten u mentalnim opisima i objašnjenjima su nezamjenjivi, te se ne mogu reducirati na jezik i niže razinska objašnjenja fizikalnih znanosti. Kontinuirani napredak u neuroznanosti je pomogao da raščisti neke nedoumice i pitanja, i njezini nalazi snažno podržavaju tvrdnje fizikalista. Ipak one su daleko od toga da budu riješene, i moderni filozofi uma nastavljaju istraživati kako subjektivne kvalitete i intencionalnost mentalnih stanja i svojstava mogu biti objašnjena u naturalističkim terminima.

## Problem odnosa uma i tijela
Problem odnosa uma i tijela se tiče objašnjenja odnosa koji postoji između uma ili mentalnih procesa i tjelesnih stanja ili procesa. Jedan od ciljeva filozofa koji rade u tom području je objasniti kako navodno nematerijalni um može utjecati na materijalno tijelo i obratno.
Naše perceptivno iskustvo ovisi o podražaju koji dolaze na naše osjetne organe iz vanjskog svijeta i ti podražaji uzrokuju promijene u našem mentalnom stanju; konačno uzrokujući da osjećamo podražaj, koji može biti ugodan ili neugodan. Nečija želja za komadom pizze, na primjer, će uzrokovati da ta osoba pokreće svoje tijelo na određeni način i u određenom smjeru da dobije što hoće. Pitanje je tada kako je moguće da svjesno iskustvo proizađe iz nakupine sive tvari koja ne posjeduje ništa osim elektrokemijskih svojstva. Sličan problem je kako objasniti da nečiji propozicijski stavovi (npr. vjerovanja i želje) mogu uzrokovati da se neuroni te individue aktiviraju, i da se njegovi mišići stežu točno na pravilan način. To obuhvaća neke od zagonetki s kojima su se suočavali epistemolozi i filozofi uma još od vremena Renéa Descartesa.

## Rješenje dualista za problem uma i tijela
Dualizam je skup pogleda o odnosu uma i materije. Počinje s tvrdnjom da mentalni fenomeni su, u nekom pogledu, nefizikalni. Jedna od najranije znanih formulacija dualizma uma i tijela je bila izražena u istočnim Sankhya i Joga školama hinduističke filozofije (otprilike 650 godina prije naše ere), gdje je svijet podijeljen na purushu (um/duh) i prakrti (materijalna supstancija). Još određenije, Joga Sutra Pantanjalija pokazuje analitički pristup prirodi uma.
U zapadnoj filozofiji, najranije rasprave dualističkih ideja su u djelima Platona i Aristotela. Svaka od tih je tvrdila, ali zbog različitih razloga, da se čovjekova inteligencija (sposobnost uma ili duše) ne može identificirati sa, ili biti objašnjena pod okriljem ljudskoga tijela. Najbolje znana verzija dualizma pripada René Descartesu (1641) i drži da je um neprotežna i netjelesna supstancija. Descartes je prvi koji je jasno identificirao um sa sviješću i samosvijesti, te razlikovao ga od mozga, sjedišta inteligencije. Stoga je on prvi postavio problem uma i tijela u obliku koji i danas postoji.

### Argumenti za dualizam
Glavni je argument za tezu dualizma to da se on doima privlačan intuiciji zdravog razuma većini filozofsko neobrazovanim ljudima. Ako je upitana što je um, prosječna će osoba uobičajeno odgovoriti s identificiranjem sebe, svoje osobnosti, svojom dušom ili nekim sličnim entitetom. Ona će sigurno negirati da je um jednostavno mozak, ili obratno, smatrajući ideju da je samo jedan ontološki entitet u pitanju premehanicističko ili jednostavno nerazumljivo. Većina filozofa uma misli da su takve intuicije, kao mnoge druge, vjerojatno obmanjujuće, i da bi morali koristiti kritičke sposobnosti zajedno s empirijskim rezultatima iz znanosti da provjerimo te pretpostavke i odredimo da li ima neke utemeljenosti u njima.
Drugi je važan argument za dualizam ideja da se mentalno i fizikalno doimaju da imaju različita i možda nepomirljiva svojstva. Mentalni događaji imaju određenu subjektivnu kvalitetu u njima, dok fizikalni nemaju. Stoga, npr. netko može razumno upitati kako se osjeća opečeni prst ili kako izgleda plavo nebo ili kako zvuči dobra glazba nekoj osobi. Ali je besmisleno, ili barem čudno, pitati kakav osjećaj proizvodi skok u apsorpciji glutamata u dorsolateralnom dijelu hipokampusa.
Filozofi uma zovu taj subjektivni aspekt mentalnih događaja kvalija (ili sirovi osjećaji). Postoji nešto što je kao da osjeća bol, vidi poznatu nijansu boje itd. Kvalije su povezane s tim mentalnim događajima, koje je teško reducirati na bilo što fizikalno.

### Interakcionistički dualizam
Interakcionistički dualizam ili jednostavno interakcionizam je određeni oblik dualizma prvo usvojen od Deascartesa u Meditacijama. U 20. stoljeću njegovi glavni zagovornici su Karl Popper i John Carew Eccles. To je pogled da mentalna stanja kao vjerovanja i želje imaju kauzalnu interakciju s fizikalnim stanjem.
Descartesov poznati argument za tu poziciju može se ovako sažeti: Josiš ima jasnu i određenu ideju svoga uma kao misleću stvar koja nema prostornu protežnost (tj. ne može se mjeriti u smislu duljine, težine, visine itd.). On isto tako ima jasnu i određenu ideju svoga tijela kao nešto što je prostorno protežno, predmet kvantifikacije i nesposobno da misli. Slijedi iz toga da um i tijelo nisu identični jer imaju radikalno drugačija svojstva.
Ali, u isto vrijeme jasno je da Josipova mentalna stanja (želje, vjerovanja itd.) imaju uzročno-posljedični učinak na njegovo tijelo i obratno. Dijete dodirne vruću peć (fizikalni događaj) koja uzrokuje bol (mentalni događaj) koja uzrokuje da vrišti (fizikalni događaj); to zauzvrat uzrokuje osjećaj straha i zaštite kod njegove majke (mentalni događaj) itd.
Descartesov argument ključno ovisi na premisi da to što Josip vjeruje da su «jasne i određene» ideje su i nužno istinite. Mnogi suvremeni filozofi sumnjaju u to. Na primjer, Joseph Agassi vjeruje da nekoliko znanstvenih otkrića napravljenih u 20. stoljeću su oslabili ideju privilegiranog pristupa vlastitim idejama. Freud je pokazao da psihološki educiran promatrač može shvatiti nesvjesnu motivaciju osobe bolje nego ona. Duhem je pokazao da filozof znanosti može znati metodu otkrića osobe bolje nego ona, dok Malinowski je pokazao da antropolog može znati običaje osobe i njezine navike bolje nego ona. On isto naglašava da moderni psihološki eksperimenti koji uzrokuju da ljudi vide stvari koje tamo nisu daju temelj za odbacivanje Descartesova argumenta jer znanstvenici mogu opisati percepcije osobe bolje nego što ona može.

### Ostali oblici dualizma
1) Psihofizikalni paralelizam ili jednostavno paralelizam je stajalište da um i tijelo, iako imaju različiti ontološki status, ne utječu uzročno jedno na drugo. Umjesto toga, idu paralelnim linijama (umni događaji ima uzročnu interakciju s umnim događajima, a moždani događaji imaju uzročnu interakciju s moždanim događajima) i samo se doimaju da utječu jedno na drugo. Gottfried Wilhelm Leibniz je istaknuto branio ovo gledište. Iako je Leibniz bio ontološki monist koji je vjerovao samo jedna vrsta supstancije - monada - postoji u svemiru, i da je sve svedivo na nju, on je bez obzira držao da postoji važna razlika između «mentalnog» i «fizikalnog» u smislu uzročnosti. Smatrao je da je Bog uredio sve stvari unaprijed tako da bi umovi i tijela bili u skladu. To je poznato kao doktrina preetablirane harmonije.
2) Okazionalizam je stajalište usvojeno od Nicolasa Malebranchea, koji tvrdi da svi navodni uzročni odnosi između fizikalnih događaja ili fizikalnih i mentalnih događaja nisu zapravo uzročni. Dok su um i tijelo različite supstance, uzroci (mentalni ili fizikalni) su povezani sa svojim učincima činom Božje intervencije na svaku posebni događaj.
3) Epifenomenalizam je doktrina koju je prvi formulirao Thomas Henry Huxley. Sastoji se u pogledu da mentalni fenomeni kauzalno nemaju učinka. Fizikalni događaji mogu uzrokovati ostale fizikalne događaje i fizikalni događaji mogu uzrokovati mentalne događaje ali mentalni događaji ne mogu ništa uzrokovati jer su kauzalno inertni nusprodukti (tj. epifenomen) fizikalnog svijeta. Ovaj je pogled u najnovije doba snažno branjen od Franka Jacksona.
4) Dualizam svojstava kaže da kada je materija organizirana na određeni način (tj. na način kakav su živa ljudska tijela organizirana), mentalna svojstva proizlaze iz organizacije. Stoga je on podgrana emergentnog materijalizma. Ta proizašla svojstva imaju neovisan ontološki status i ne mogu se reducirati na niti se objasniti kao fizikalni supstrati od kojih proizlaze. David Chalmers drži ovo stajalište, i u zadnje je vrijeme doživio neku vrstu renesanse.

## Rješenje monista za problem uma i tijela
U suprotnosti s dualizmom monizam tvrdi da nema fundamentalnih podjela. Danas najčešći oblici monizma u zapadnoj filozofiji su fizikalizmi. Fizikalistički monizam kaže da je jedina supstanca fizikalna u jednom smislu da taj termin razjasne naše najbolje znanosti. Ali, raznolike formulacije su moguće. Drugi oblik monizma, idealizam, tvrdi da je jedina supstanca mentalna. Iako je čisti idealizam kao Berkeleyev neuobičajen u suvremenoj zapadnoj filozofiji, jedna teorija koja podsjeća na idealizam, ali to nije, zvana panpsihizam prema kojoj mentalno iskustvo i svojstva su pri temelju tvari i fizikalnih svojstava je zagovarana od filozofa kao što su Philip Goff, Galen Strawson i William Seager. Kozmopsihizam je varijanta panpsihizma prema kojoj je cijeli kozmos, kao objekt ili cjelina, fundamentalna razina stvarnosti koja ima svojstvo svijesti.
Fenomenalizam je teorija da su reprezentacije (ili osjetni podaci) vanjskih objekata sve što postoji. Takav je pogled bio nakratko prihvaćen od Bertranda Russella i mnogih logičkih pozitivista tijekom ranog 20. stoljeća. Treća je mogućnost prihvatiti postojanje osnovne supstance koji nije niti mentalna niti fizikalna. Mentalni i fizikalni svijet bi tada bili svojstva te neutralne supstancije. Takvu je poziciju zauzeo Baruch Spinoza i popularizirao ju je Ernst Mach u 19. stoljeću. Ovaj neutralni monizam kako je zvan sličan je dualizmu svojstava.

### Fizikalistički monizam

#### Biheviorizam
Biheviorizam je dominirao filozofijom uma većinom 20. stoljeća, osobito prvom polovicom. U psihologiji, biheviorizam se razvio kao reakcija na neadekvatnost introspekcionizma. Introspektivni izvještaji o vlastitom unutarnjem mentalnom životu nisu podvrgnuti opreznom proučavanju glede točnosti i preciznosti i ne može se koristiti za formiranje predvidljivih generalizacija. Bez generalizacije i mogućnosti pregledavanja neke treće osobe, bihevioristi su tvrdili, psihologija ne može biti znanstvena. Izlazak iz toga je eliminacija unutarnjeg mentalnog života (i stoga ontološki nezavisnog uma) uopće i usredotočiti se promotrivo ponašanje.
Paralelno s tim razvojem u psihologiji, filozofski biheviorizam (ponekad zvan logički biheviorizam) se razvio. Ono je karakterizirano snažnim verifikacionizmom koji smatra neprovjerljive iskaze o unutarnjem mentalnom životu bezvrijednim. Za biheviorista, mentalna stanja nisu unutarnja stanja na kojima se mogu raditi introspektivni izvještaji. Oni su samo opisi ponašanja ili dispozicija da se ponaša na određeni način napravljenih od trećih grupa da objasne i predvide ponašanje ostalih.
Filozofski biheviorizam, poznato stajalište Wittgensteina, je ispao iz popularnosti u drugoj polovici 20. stoljeća u vrijeme uspona kognitivizma. Kognitivisti odbacuju biheviorizam zbog nekoliko primijećenih problema. Na primjer, za biheviorizam se može reći je da kontraintuitivan kada tvrdi da netko govori o ponašanju u slučaju da ta osoba ima glavobolju.

## Lingvistički kriticizam problema uma i tijela
Svaki pokušaj da se odgovori na problem uma i tijela nailazi na znatne probleme. Neki filozofi tvrde da je tako jer je u podlozi pojmovna konfuzija. Ti filozofi, kao Wittgenstein i njegovi sljedbenici u tradiciji lingvističkog kriticizma, odbacuju problem kao iluzoran. Oni tvrde da je pogreška pitati kako se mentalna i biološka stanja uklapaju. Radije nego to je prihvatiti da ljudsko iskustvo se može opisati na različite načine npr. mentalnim i biološkim rječnikom. Iluzorni problemi nastaju kada se jedno opisuje drugim pomoću rječnika drugoga ili ako je mentalni rječnik uporabljen u krivom kontekstu. Takav je slučaj, na primjer, ako netko traži mentalna stanja u mozgu. Mozak je jednostavno krivi kontekst za uporabu mentalnog rječnika – potraga za mentalnim stanjima u mozgu je stoga kategorijska pogreška ili vrsta pogreške u razmišljanju.
Danas takvu poziciju često zauzimaju interpretatori Wittgensteina kao Peter Hacker. Ipak Hilary Putnam, izumitelj funkcionalizma, je isto zauzeo poziciju da je problem uma i tijela iluzoran problem koji bi se trebao razriješiti na Wittgensteinov način.

## Naturalizam i njegovi problemi
Teza je fizikalizma da je um dio materijalnog (ili fizikalnog) svijeta. Takva se pozicija suočava s problemom da um ima određena svojstva koja nijedna druga materijalna stvar ne posjeduje. Fizikalizam stoga mora objasniti kako je moguće da ta svojstva bez obzira proizlaze iz materijalne stvari. Projekt davanja takvog objašnjenja je često zvan «naturaliziranje mentalnog». Jedan ključni problem koji taj projekt pokušava riješiti je postojanje kvalija i priroda intencionalnosti.

### Kvalija
Mnoga mentalna stanja imaju svojstvo biti proživljena subjektivno na različiti način kod različitih pojedinaca. Npr. karakteristično je od mentalnog stanja bol da boli. Štoviše, tvoj osjet boli ne mora biti identičan mome jer nemamo način kako da mjerim koliko nešto boli niti opisati točno kako se osjeća kada boli. Filozofi i znanstvenici se pitaju otkuda dolaze ta iskustva. Ništa ne pokazuje da neuralno ili funkcionalno stanje može biti popraćeno takvim iskustvom bola. Često je to formulirano ovako: postojanje cerebralnih događaja ne može objasniti zašto su popraćeni s tim odgovarajućim kvalitativnim iskustvima. Zagonetka o tome kako se mentalni procesi odvijaju s pratećim iskustvenim aspektom u svijesti se doima nemogućim da se riješi.
Ipak, isto se doima da će znanost eventualno morati objasniti ta iskustva. To slijedi iz logike reduktivnih objašnjenja. Ako pokušam objasniti fenomen reduktivno (npr. voda), ja isto moram objasniti zašto fenomen ima sva svojstva koja ima (npr. fluidnost, prozirnost). U slučaju mentalnih stanja, to znači da mora biti objašnjenje zašto imaju svojstvo biti proživljena na određeni način.
Problem objašnjavanja introspektivnog, subjektivnog aspekta mentalnih stanja i svijest uopće u izrazima objektivne neuroznanosti se zove objasnidbeni jaz. Postoje nekoliko pogleda o prirodi toga jaza između suvremenih filozofa uma. David Chalmers i rani Frank Jackson interpretiraju jaz kao ontološki u svojoj prirodi tj. tvrde da kvalije nikad ne mogu biti objašnjene jer je fizikalizam netočan. Postoje dvije odvojene kategorije i jedna ne može biti reducirana na drugu. Alternativno stajalište je zauzeto od filozofa kao Thomas Nagel i Colin McGinn. Prema njima jaz je zapravo epistemološke prirode. Za Nagela znanost još nije u stanju objasniti subjektivno iskustvo jer još nije došla na razinu ili dobila vrstu potrebnog znanja. Nismo još ni u stanju formulirati problem koherentno. Za McGinna u drugu ruku problem je u trajnim i inherentnim biološkim ograničenjima. Nismo u stanju objasniti jaz jer je područje subjektivnih iskustva nama kognitivno zatvoreno u istom smislu kao kvantna mehanika slonovima. Ostali filozofi eliminiraju jaz kao puki semantički problem.

### Intencionalnost
Intencionalnost je kapacitet mentalnih stanja da budu u relaciji s ili usmjerene prema nečemu iz vanjskog svijeta. Ovo svojstvo mentalnih stanja nameče da imaju sadržaj i semantičke referente i stoga im se mogu odrediti istinosne vrijednosti. Kada se ta stanja reduciraju na prirodne procese nastaju problemi: prirodni procesi nisu istiniti ili neistiniti; oni se jednostavno događaju. Ne bi imalo smisla reći da je prirodni proces istinit ili neistinit. Ali mentalne ideje i prosudbe su istinite ili neistinite stoga kako mentalna stanja (ideje i prosudbe) mogu biti prirodni procesi? Mogućnost određivanja semantičke vrijednosti idejama mora značiti da su te ideje o činjenicama. Stoga na primjer ideja da je Herodot povjesničar referira na Herodota i na činjenicu da je bio povjesničar. Ako je činjenica istinita onda je i stanje istinito; drugačije je neistinito. Ali otkud dolazi ta relacija? U mozgu se nalaze samo elektrokemijski procesi i doimaju se da nemaju veze s Herodotom.

## Filozofija uma i znanost
Ljudi su tjelesna bića i kao takva su predmet istrage i opisa prirodnih znanosti. Budući da mentalni procesi nisu neovisni od tjelesnih procesa, opisi koje prirodne znanosti daje za ljude igraju važnu ulogu u filozofiji uma. Postoje mnoge znanstvene discipline koje proučavaju procese povezane s mentalnim. U listu takvih znanosti spadaju: biologija, računarstvo, kognitivna znanost, kibernetika, lingvistika, medicina, farmakologija i psihologija.

### Neurobiologija
Teorijska je pozadina biologije, kao što je slučaj s prirodnim znanostima uopće, fundamentalno materijalistička. Predmeti proučavanja su na prvom mjestu fizikalni procesi koji su smatrani temeljem mentalne aktivnosti i ponašanja. Povećavajući uspjeh biologije u objašnjavanju mentalnih fenomena se može vidjeti putem nedostatka bilo kakvog empirijskog pobijanja njezine fundamentalne pretpostavke: «ne može biti promjene u mentalnom stanju osobe bez promjene u moždanom stanju».
Unutar polja neurobiologije postoje mnoge podiscipline koje se bave odnosima između mentalnih i fizikalnih stanja i procesa. Senzorna neurofiziologija istražuje odnos između procesa percepcije i stimulacije. Kognitivna neuroznanost proučava korelaciju između moždanih procesa u neuralnim procesima. Neuropsihologija opisuje ovisnost mentalnih sposobnosti o određenim anatomskim dijelovima mozga. Naposljetku, evolucijska biologija proučava podrijetlo i razvoj ljudskog živčanog sistema i usto opisuje ontogenetski i filogenetski razvoj metalnih fenomena počevši od njihovih najprimitivnijih stadija.

### Psihologija
Psihologija je znanost koja direktno proučava mentalna stanja. Ona općenito koristi empirijske metode da istraži konkretna mentalna stanja kao veselje, strah ili opsesije. Psihologija istraživa zakone koji povezuju ta mentalna stanja međusobno ili s inputima i  outputima prema ljudskom organizmu.
Jedan primjer toga je psihologija percepcije. Znanstvenici koji rade u tom području su otkrili opće principe percepcije oblika. Jedan zakon psihologija oblika govori da predmeti koji se gibaju u istom smjeru su percipirani kao međusobno povezani. Ovaj zakon opisuje odnos između vizualnog inputa i mentalnog percepcijskog stanja. Ipak ništa ne predlaže o prirodi percpecijskih stanja. Zakoni koje je otkrila psihologija su sukladni sa svim odgovorima na problem odnosa između uma i tijela koji su već opisani.

## Filozofija uma u kontinentalnoj tradiciji
Većina diskusije u ovom članku se usredotočila na nadmoćni stil ili tradiciju filozofije u modernoj zapadnoj kulturi obično zvanu analitička filozofija (ponekad zvana angloamerička filozofija). Ali postoje ostale škole misli koje su ponekad obuhvaćene pod širokim nazivom kontinentalna filozofija. U bilo kojem slučaju, različite škole koje spadaju pod taj naziv (fenomenologija, egzistencijalizam itd.) razlikuju se od analitičke škole u tome da se manje usredotočuju na jezik i logičnu analizu a više na direktno razumijevanje ljudskog postojanja i iskustva.